# Unidade Cerimonial das Forças Armadas Revolucionárias de Cuba
A Unidade Cerimonial das Forças Armadas Revolucionárias Cubanas (em castelhano:  Unidad Ceremonial de las Fuerzas Armadas Revolucionarias) é um batalhão de rituais cerimoniais das Forças Armadas Revolucionárias Cubanas. Desde a sua fundação em 15 de dezembro de 1961, os membros masculinos e femininos da unidade têm rendido homenagem ao Partido Comunista de Cuba, ao governo de Cuba e às Forças Armadas Revolucionárias (FAR). A unidade utiliza intensas técnicas físicas e políticas, principalmente marciais, para manter a disciplina necessária aos soldados e oficiais da unidade cerimonial.

## Funções cerimoniais e história
A principal função da unidade é realizar a troca da guarda a cada meia hora no Mausoléu de José Marti, dentro do Cemitério Santa Ifigênia. Além de prestar honras protocolares (honras fúnebres, entrega de credenciais, entrega de medalhas nacionais, boas-vindas às frotas navais estrangeiras, cerimônias de entrega de coroas de flores e pavimentação de ruas para desfiles militares na Plaza de la Revolución), a unidade representa as forças armadas revolucionárias nas cerimônias de chegada ao Palácio da Revolução para visitas de Estado a Havana, com acompanhamento musical da banda marcial da unidade cerimonial. Nos últimos anos a unidade participou da recepção de Barack Obama, do Príncipe de Gales e de Filipe IV da Espanha. Durante as homenagens ao líder soviético Leonid Brezhnev em 1974, a guarda-bandeira da unidade usou as cores dos ramos do Exército, da Marinha e da Força Aérea soviéticos. Fora do país, a unidade participou notavelmente do desfile do Dia da Vitória na China em 2015. Durante os ensaios do desfile, a formação de 82 membros era frequentemente conhecida por ser a última no campo de desfile e a única a usar artes marciais chinesas, como o Tai Chi, em seus exercícios. A unidade também desempenhou um papel importante na morte e funeral de Estado de Fidel Castro em novembro de 2016.
Em 1991, a unidade cerimonial introduziu um uniforme histórico usado durante a cerimônia de abertura dos Jogos Pan-Americanos de 1991, realizados em Havana, inspirado nos uniformes estilo rayadillo usados pelos soldados revolucionários cubanos da Guerra da Independência e da Guerra Hispano-Americana.
Os feriados cobertos pela unidade incluem:
- Triunfo da Revolução (1º de janeiro)
- Dia da Vitória (2 de janeiro)
- Dia das Forças Armadas Cubanas (2 de dezembro)
- Dia da Rebelião Nacional (26 de julho)
- Dia da Independência (10 de outubro)

A unidade também inclui em suas fileiras uma bateria de artilharia cerimonial que dispara saudações de 21 canhões durante eventos de Estado.

## Galeria

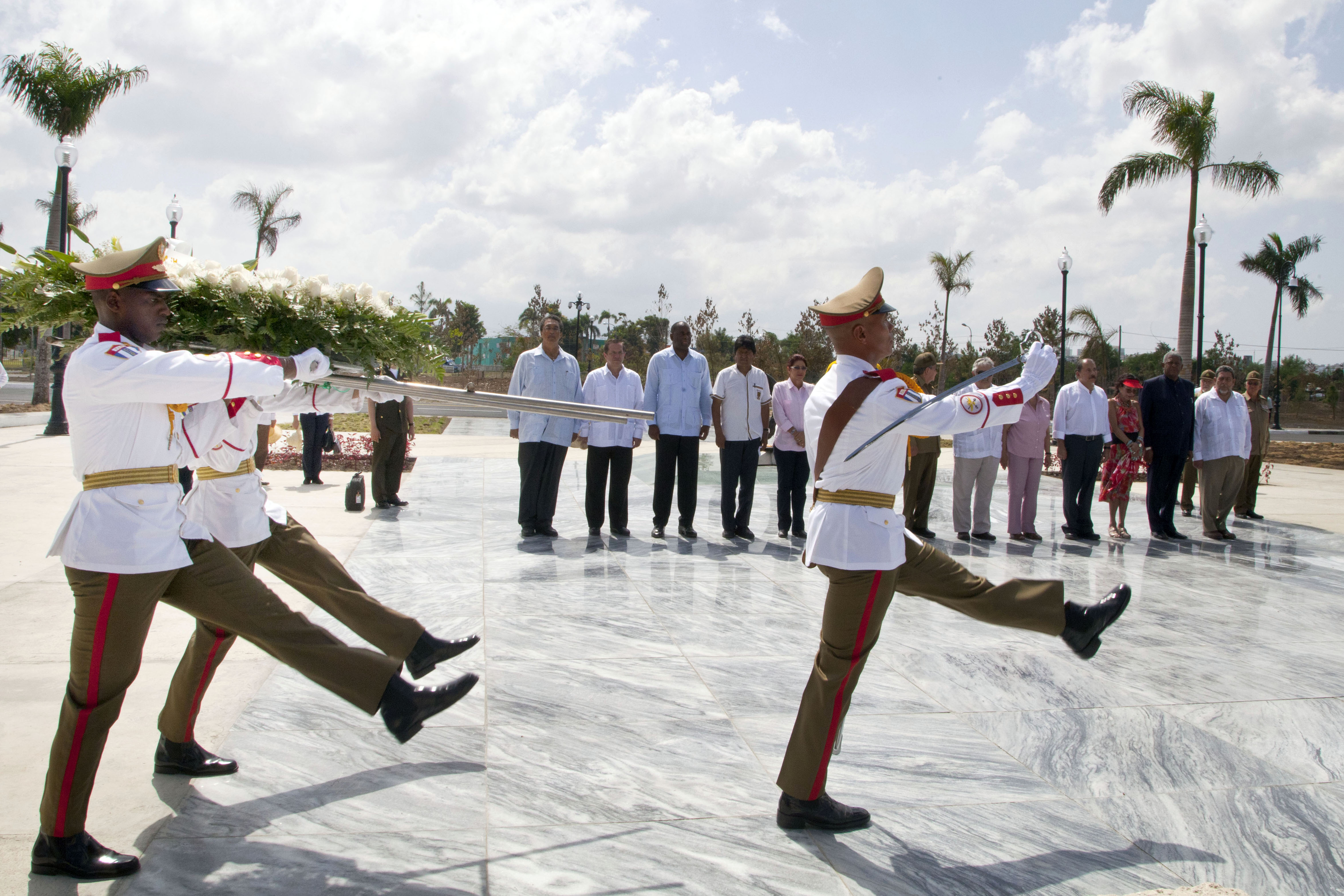
Uma equipe de colocação de coroas deflores liderada pelo comandante de unidade José Luis Peraza López no Memorial José Martí.
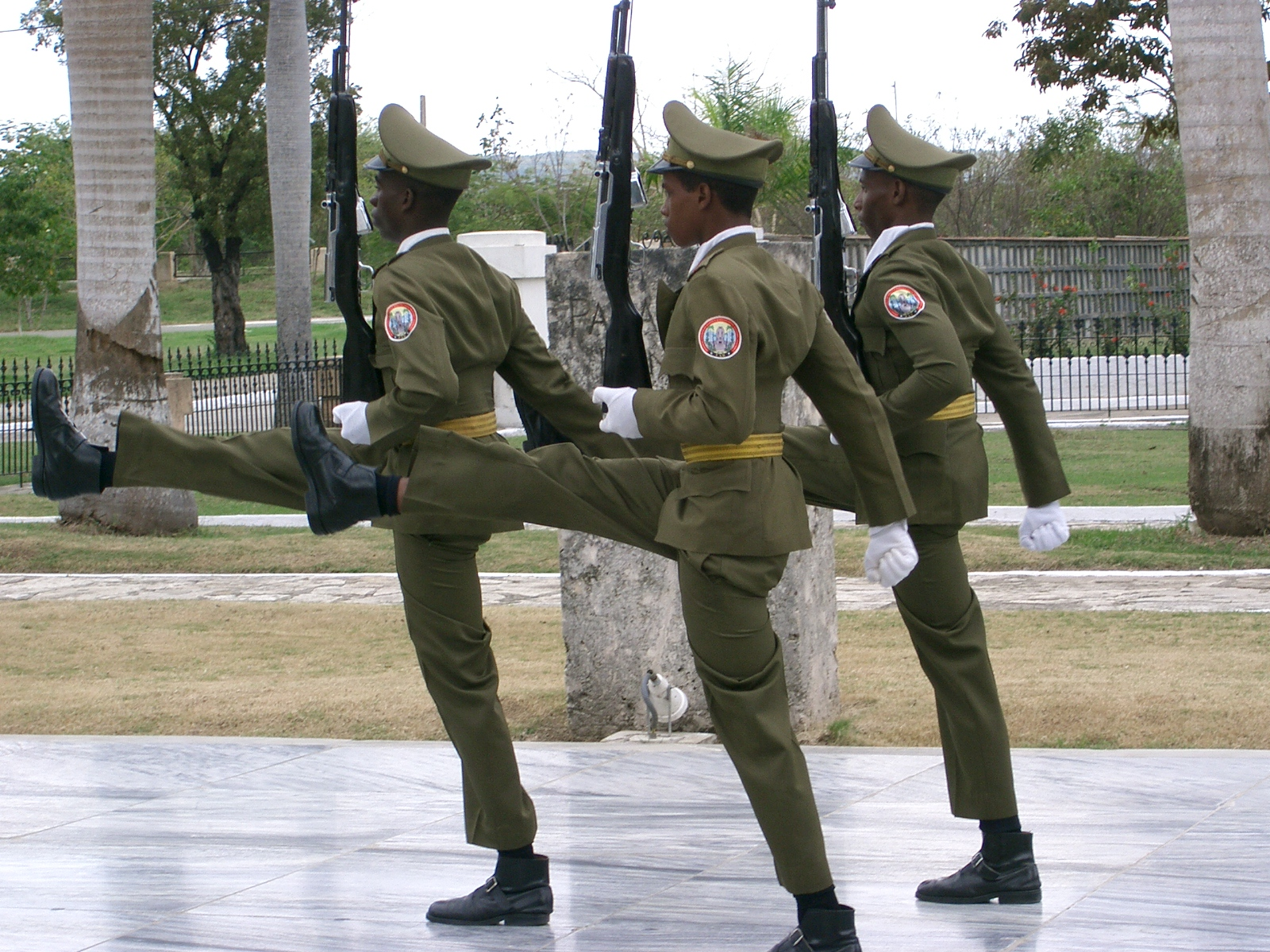
Três guardas no início da troca da guarda no Mausoléu de José Martí.
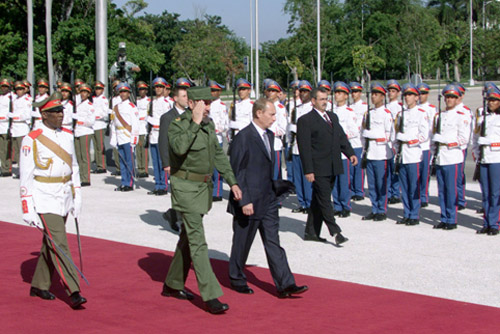
Vladimir Putin acompanhado de Fidel e do comandante da unidade, inspeciona integrantes da guarda de honra diante do escritório do Conselho de Estado.
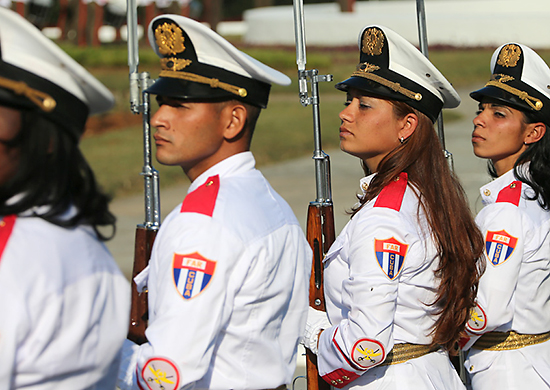
Militares da unidade, homens e mulheres, em frente a um memorial às tropas soviéticas.
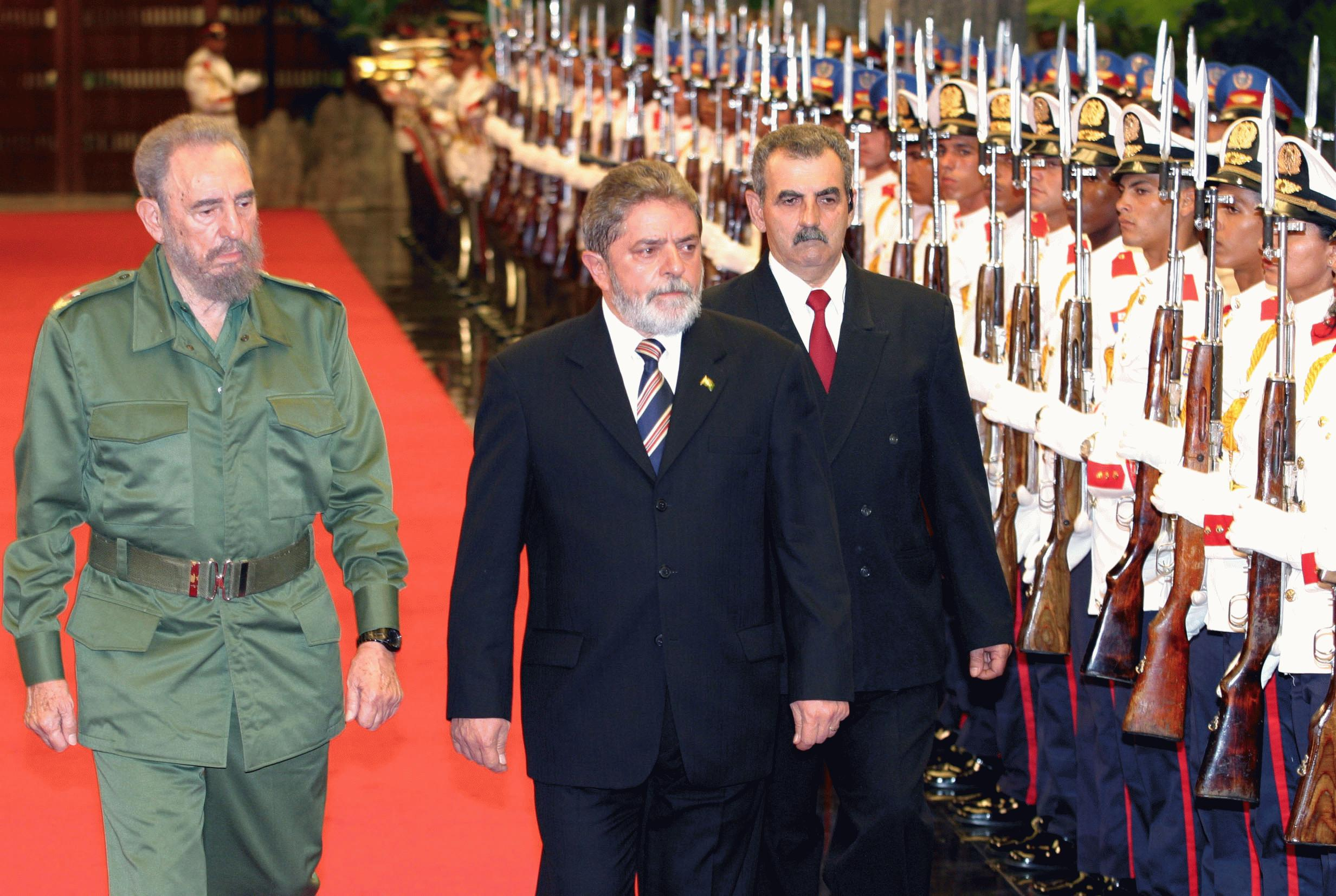
A unidade é passada em revista pelo presidente do Brasil, Lula da Silva, e pelo líder cubano Fidel Castro.